# Walliser Raclette Schnittkäse
| Walliser Raclette Schnittkäse GUB / AOP | Walliser Raclette Schnittkäse GUB / AOP                   |
| --------------------------------------- | --------------------------------------------------------- |
|                                         |                                                           |
| Herkunft                                | Schweiz (Kanton Wallis)                                   |
| Milch                                   | Kuh / Vollmilch                                           |
| Behandlung                              | Rohmilch                                                  |
| Käsegruppe                              | Schnittkäse                                               |
| Salzgehalt                              | 1,2–2,2 %                                                 |
| Wassergehalt im fettfreien Käse         | 570 à 620 g/kg wff                                        |
| Fettgehalt                              | mindestens 500 g/kg Fett i.T., maximal 549 g/kg Fett i.T. |
| Mass                                    | radförmig, 29–32 cm Durchmesser, 6–7 cm Höhe              |
| Gewicht                                 | 4,3–5,7 kg                                                |
| Reifezeit                               | 2–3 Monate                                                |
| Zertifizierung                          | GUB / AOP seit 3. November 2003                           |

Der Walliser Raclette Schnittkäse, auch Walliser Alpkäse oder Walliser Bergkäse genannt, ist ein halbharter Vollfettkäse aus der Schweiz. Im Zusammenhang mit der Ursprungsbezeichnung Walliser Raclette ist die Spezifizierung «Schnittkäse» ebenfalls geschützt (geschützte Ursprungsbezeichnung (GUB) bzw. französisch appellation d'origine protégée (AOP)).

## Eigenschaften
Walliser Raclette Schnittkäse wird in flachen und runden Käselaiben von 29 bis 32 cm Durchmesser, mit gerader, nicht konkaver Järbseite, regelmässiger Höhe von 6 bis 7 cm und einem Gewicht von 4,3 bis 5,7 kg hergestellt. Der Käse hat eine gleichmässige, natürliche braun-orange Farbe und leicht feuchte Schmiere-Rinde. Die Schmiere-Rinde weist eine glatte, gesunde, feste und gebürstete Oberfläche mit guten Eigenschaften für die Käselagerung auf. Die Textur des Teigs ist glatt, geschmeidig und fein, wobei der Teig keine oder nur spärliche, kleine Löcher von maximal 2 bis 3 mm im Durchmesser aufweist. Der Wassergehalt im fettfreien Walliser Raclette Schnittkäse beträgt 570 à 620 g/kg wff.

## Herstellung
Vgl. Walliser Raclette

## Reifung
Die minimale Reifungsdauer des Walliser Raclette Schnittkäses beträgt nach dem Salzen 2 Monate bei einer Temperatur von 7 bis 14 °C und bei einer relativen Luftfeuchtigkeit von 88 bis 96 %.
Die Käse werden dabei auf rohen Rottannen-Brettern gelagert, die regelmässig gewaschen und getrocknet werden, wobei die Käselaibe laufend gewendet und mit einer weichen Bürste geschmiert werden. Die Bildung der Rindenschmiere wird durch die natürliche in der Käserei vorkommende Rindenschmierekultur hervorgerufen.